# Arròs caldós
|  | Aquest article tracta sobre gastronomia; per al grup musical vegeu l'article Arròs Caldós (grup musical) |

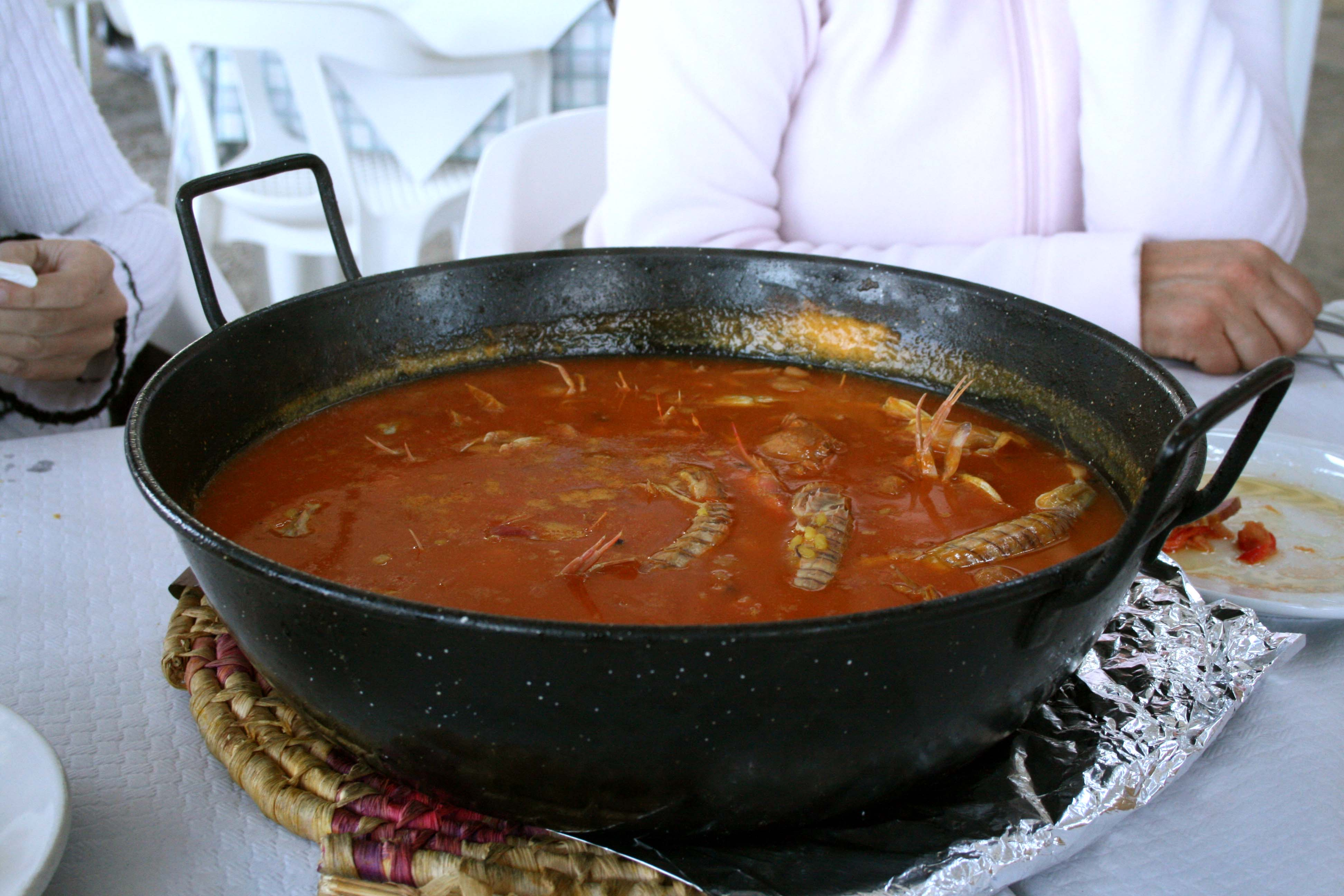
Arròs caldós

L'arròs caldós és un plat típic de les Comarques Centrals del País Valencià fonamentat en l'arròs, similar a la paella però amb brou (caldo), fet en una cassola fonda de fang o ferro fos.
El seu origen és similar al dels altres arrossos valencians, un plat fet amb les poques matèries primeres que l'agricultura de la costa valenciana proporcionava; d'altra banda, també ha evolucionat, i ha anat incorporant nous ingredients a cada comarca o poble, com ara la pebrera torrada. La recepta bàsica es compon d'arròs, carn de porc, carn de conill, fesols, creïlles, bajoques, carxofes, oli, sal, pebre roig i safrà però els ingredients varien molt d'un lloc a un altre, de manera que es poden utilitzar altres verdures (com ara pèsols) i carns amb resultats similars. També hi ha versions amb peix, com l'arròs caldós amb sípia i alls tendres, o amb caça, a Alacant amb bacallà o abadejo i col, i a Catalunya és molt popular l'arrós caldós de llamàntol.

## Elaboració
Cal sofregir primer la carn i les verdures. Després s'afegeix aigua, el pebre roig, el safrà i la sal. Finalment s'incorpora l'arròs i es deixa coure tot uns 15 minuts. L'arròs se serveix amb brou, per la qual cosa s'ha de preveure una quantitat d'aigua suficient perquè la textura del plat siga més propera a una sopa que no a una paella.